# Incidente de Nanquim
O Incidente de Nanquim (chinês: 南京事件; Pinyin: Nánjīng Shìjiàn; Wade-Giles: Nan2-ching 1 Shih 4-chien4) ocorreu em março de 1927 durante a captura de Nanquim pelo Exército Nacional Revolucionário (NRA) em sua Expedição do Norte. Navios de guerra estrangeiros bombardearam a cidade para defender os residentes estrangeiros contra tumultos e saques. Vários navios estavam envolvidos no combate, incluindo navios da Marinha Real e da Marinha dos Estados Unidos. Fuzileiros navais e marinheiros também foram desembarcados para operações de resgate, incluindo cerca de 140 forças holandesas. Tanto soldados nacionalistas quanto comunistas dentro da NRA participaram dos tumultos e saques de propriedades estrangeiras em Nanquim.